# 扭蚶
是魁蛤目魁蛤科扭魁蛤属的一种。主要分布于新加坡、印度尼西亚、中国大陆、台湾，常栖息在潮下带。